# パイステ
パイステ（PAiSTe）は、スイスのシンバルメーカー。日本では、ジルジャン（Zildjian）、セイビアン（SABIAN）と共に、三大シンバル・メーカーと称される。

## 歴史
エストニア出身の両親を持つロシア人のトーマス・パイステ（Toomas Paiste）によって、1901年ロシアで創業。1917年にロシア革命の影響でエストニアに移転。トーマスの息子のミヒケル・パイステ（Mihkel Paiste）の代になって、1940年に第二次世界大戦が勃発するとポーランドへ再移転。第二次世界大戦が収まった1945年、今度はドイツへ移転。さらに1957年にスイスへ移転し、現在のPAiSTe社へとつながる。
2003年からは、ミヒケルの孫にあたるエリック・パイステ（Erik Paiste）が代表となっている。本社のあるスイス以外にも、ドイツとアメリカ（1981年 - ）にオフィスを展開している。

## ブロンズ
ジルジャンとセイビアンは主力製品の材料としてB20ブロンズ（銅80％と錫20％の合金）のみを使用しているが、パイステはCuSn20（B20ブロンズ）、CuSn8（銅92％と錫8％の合金：他社はB8ブロンズと呼び、パイステは2002ブロンズとも呼んでいる）、Signature Bronze（パイステ独自開発の合金。特許を取得）の3種類を使い分けている。パイステはSignature Bronzeの組成を公表していないが、特許出願文書から、14.7〜15.1％の錫を銅に加え、微量のリンを混ぜたものであることが明らかになっている。
他者では廉価品の材料となっているCuSn8（B8ブロンズ、2002ブロンズ）を、主力製品の材料として採用している点もパイステの特徴と言える。CuSn8とCuSn20の違いについて、ジルジャンでシンバルの開発責任者を務めるポール・フランシスは「シンバルに使うブロンズは一般に、錫の割合が下がると音が高く、明るく、はっきりしたものになる」としている。パイステのアーティスト・リレーションズ担当部長兼プロダクト・スペシャリストであるクリスチャン・ウェンゼルは「錫の割合が上がると、シンバルの音は豊かで伸びやかなものになる」と語っている。
CuSn8を材料とした同社の主力製品としては、2002シリーズが挙げられる。その音は、上記のポール・フランシスの説明の通り、明るく、なおかつ力強いものであり、発売当時に盛り上がり始めたハードロックによく合うものだった。ジョン・ボーナム（レッド・ツェッペリン）、ジェフ・ポーカロ（TOTO）、コージー・パウエル（ジェフ・ベック・グループ、レインボーなど）、ロジャー・テイラー（クイーン）、イアン・ペイス（ディープ・パープル）など数々の著名なハードロック・ドラマーが2002シリーズを愛用し、アマチュア・ドラマーの間でも大人気となった。一方で、CuSn20を材料としたFormula 602シリーズは上記のクリスチャン・ウェンゼルの説明の通り、ふくよかで表現力豊かな音がジャズ・ドラマーの間で好評を博した。
シンバルの製造方法も、ジルジャンとセイビアンとは大きく異なる。ジルジャンとセイビアンは材料となる合金のインゴットから自社で生産し（キャスト・ブロンズ）、それを打ち伸ばしてからハンマリングやレイジングなどの加工を施して製品としている。一方パイステは、外部の合金メーカーが製造したシート状の合金（シート・ブロンズ）を購入し、シンバルの形に打ち抜いたものにハンマリングやレイジングなどの加工を施して製品に仕上げる手法を採っている。シート・ブロンズから製造したシンバルは、キャスト・ブロンズから製造したシンバルに比べて、個体差が少なく、品質が安定している。

## シンバルライン

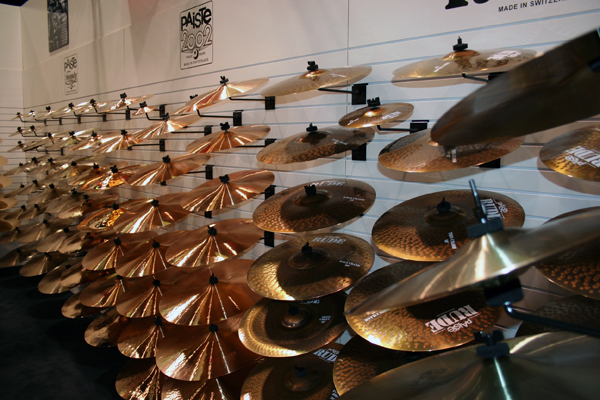
パイステのシンバル

パイステは現在、最高級ラインである「Signature Dark Energy」「Signature Traditionals」「Formula 602 Modern Essentials」「Formula 602 Classic」のほか、プロにも使用者が多い高級ライン「Signature」「Signature Precision」「Signature Reflector」「Masters」、そして、ロック・ドラマーを中心に愛用者が多い「2002」「RUDE」など、多様な製品ラインナップを揃えている。ちなみに2002シリーズは、発売当初の1971年としては「未来的なサウンド」であったことから、西暦2000年代にも通用するサウンドとなることを願って命名された。その願い通り、2002シリーズは21世紀においても世界的に大きな人気を得ている。
かつては、材料としてニッケルシルバーを採用したDixie、Stanople、101といった製品を製造販売していたが、1965年にパイステとしては初めてCuSn8を採用したStambul 65を発売した。その後もCuSn8を材料とした404、505、1000、2000、3000、Innovations、Dimensions、Sound Creation、Alphaといった製品を販売してきた。さらにシンバル全面を真っ黒に塗ったVisionsや、青や赤、緑などの色に塗ったColorsound 5などのシリーズを販売していた。
カップを持たない「フラット・ライド」や、内部で空気がこもらないようにボトム・シンバルの縁を波打たせた「サウンド・エッジ・ハイハット」、通常のチャイナ・シンバルとは反対に、シンバルの裏側に向かってカップを張り出させた「ノヴォ・チャイナ」、塗料を塗って着色したシンバルなど、それまでに存在しなかったシンバルを開発し、競合他社に大きな影響を与えた。

## 現行製品ライン

### Signature Bronze製
- Signature Dark Energy（2004年発売）
- Signature Traditionals（1996年発売）
- Signature（1989年発売）
- Signature Precision（2013年発売）
- Signature Reflector（2004年発売）

### CuSn20製
- Formula 602 Modern Essentials（ヴィニー・カリウタの要望で開発。2013年発売）
- Formula 602 Classic（1959年発売。1989年に終売となるが、2020年に販売再開）
- Masters（2011年発売）

### CuSn8製
- 2002（1971年発売）
- 2002 Big Beat（2016年発売）
- RUDE（1980年発売。ヘヴィ・メタルやパンクなどの大音量の音楽に向けた製品ライン）
- Giant Beat（1967年発売。1971年に終売となるが、2005年に販売再開）
- 900 Series（2017年発売）
- Color Sound 900（2017年発売）
- PST X（2015年発売。穴あきシンバルや小径シンバルなど、エフェクト・シンバルを揃えたライン）
- PST 8（2012年発売）
- PST 7（2014年発売）
- PST 5（2005年発売。2014年にリニューアル）

### ブラス製
- PST 3（2005年発売）
- 101 Brass（2005年発売）

### シグネチャー・モデル
- PST X "DJs 45 Crash"（12"：ダル・ジョーンズ）
- PST X "DJs 45 Hats"（12"：ダル・ジョーンズ）
- PST X "DJs 45 Ride"（12"：ダル・ジョーンズ）
- Signature Dry Heavy Ride "Monad"（22"：ダニー・ケアリー）
- Signature Duo Ride "Vir2osity"（20"：カール・パーマー）
- 2002 Swish Ride "Signature Groove"（24"：ジョン・ロビンソン）
- Masters Deep Ride "Signature Groove"（24"：ジョン・ロビンソン）
- RUDE Power Ride "Reign"（22"：デイヴ・ロンバード）
- Signature Combo Crisp Hi-Hat "Rhythmatist"（12"：スチュワート・コープランド）
- Signature Blue Bell Ride "Rhythmatist"（22"：スチュワート・コープランド）
- Signature Reflector Bell Ride "Powerslave"（22"：ニコ・マクブレイン）
- 2002 Giga Bell Ride "Psychoctopus"（18"：アキレス・プリースター）
- RUDE Mega Power Ride "Eclipse"（24"：ジョン・ドルマヤン）
- 2002 Big Ride "Reverend Al's"（24"：アレックス・ヴァン・ヘイレン）
- Masters Crisp Ride "Rosie"（22"：レオン・チャンクラー）

## 主なエンドーサー

### 海外
- トミー・アルドリッジ（ホワイトスネイク、オジー・オズボーン、ジョン・サイクスなど）
- チャーリー・ベナンテ（アンスラックス）
- ジョン・ボーナム（レッド・ツェッペリン）
- ポール・ボスタフ（スレイヤー、エクソダス、テスタメントなど）
- ビル・ブルーフォード（イエス、キング・クリムゾン、U.K.など）
- ダニー・ケアリー（トゥール）
- レオン・チャンクラー
- ヴィニー・カリウタ
- スチュワート・コープランド（ザ・ポリス）
- ミッキー・ディー（スコーピオンズ、モーターヘッド、キング・ダイアモンドなど）
- ジョン・ドルマヤン（システム・オブ・ア・ダウン）
- スティーヴ・ジョーダン
- ジム・ケルトナー
- ラス・カンケル
- デイヴ・ロンバード（スレイヤー、テスタメント、スイサイダル・テンデンシーズなど）
- ニック・メイスン（ピンク・フロイド）
- ニコ・マクブレイン（アイアン・メイデン）
- カール・パーマー（エマーソン・レイク・アンド・パーマー、エイジアなど）
- イアン・ペイス（ディープ・パープル）
- ジェフ・ポーカロ（TOTO）
- コージー・パウエル（ジェフ・ベック・グループ、レインボーなど）
- アキレス・プリースター（アングラなど）
- ジョン・ロビンソン
- フィル・ラッド（AC/DC）
- チャド・スミス（レッド・ホット・チリ・ペッパーズ）
- ティコ・トーレス（ボン・ジョヴィ）
- スコット・トラヴィス（ジューダス・プリースト）
- アレックス・ヴァン・ヘイレン（ヴァン・ヘイレン）
- チャド・ワッカーマン（フランク・ザッパ、アラン・ホールズワースなど）
- ナラダ・マイケル・ウォルデン（ジェフ・ベック、マハヴィシュヌ・オーケストラ、ジャーニーなど）

### 日本国内
- 青山英樹
- AKIRA（UNITED）
- 晁直（lynch.）
- IWASAKI（FLOW）
- 河村カースケ
- 木内泰史（サンボマスター）
- 斎藤ノブ
- 桜井 誠（Dragon Ash）
- ソゴウタイスケ（キュウソネコカミ）
- ひぐちしょうこ
- 廣石恵一（クレイジーケンバンド）
- Fuji（WANIMA）
- 古田たかし
- 松田晋二（THE BACK HORN）
- 松本玲二（TUBE）
- 湊 雅史
- 三沢またろう
- ナヲ（マキシマム ザ ホルモン）
- 山木秀夫
- 山中綾華（Mrs. GREEN APPLE）

など。